# 张建国 (1962年)
张建国（1962年8月—），中华人民共和国外交官，曾任中华人民共和国驻毛里塔尼亚伊斯兰共和国特命全权大使和中华人民共和国驻突尼斯共和国特命全权大使。

## 生平
1983年，进入中共中央对外联络部工作，先后在中联部西欧局、驻法国大使馆任职。2004年，任驻法国大使馆参赞。2008年，任中联部四局副局长。2010年，挂职河南省焦作市市委常委、副市长。2011年，任中联部八局副局长。2015年，升任八局局长。2017年3月，出任中华人民共和国驻毛里塔尼亚大使。2020年11月，出任中华人民共和国驻突尼斯大使。2022年12月，自驻突尼斯大使离任。

## 荣誉

### 外国勋章奖章
- 国家功绩指挥官勋章（毛里塔尼亚，2020年9月28日于努瓦克肖特颁发[5]）

## 家庭
已婚，有一女。